# Monastère Spasso-Priloutsky

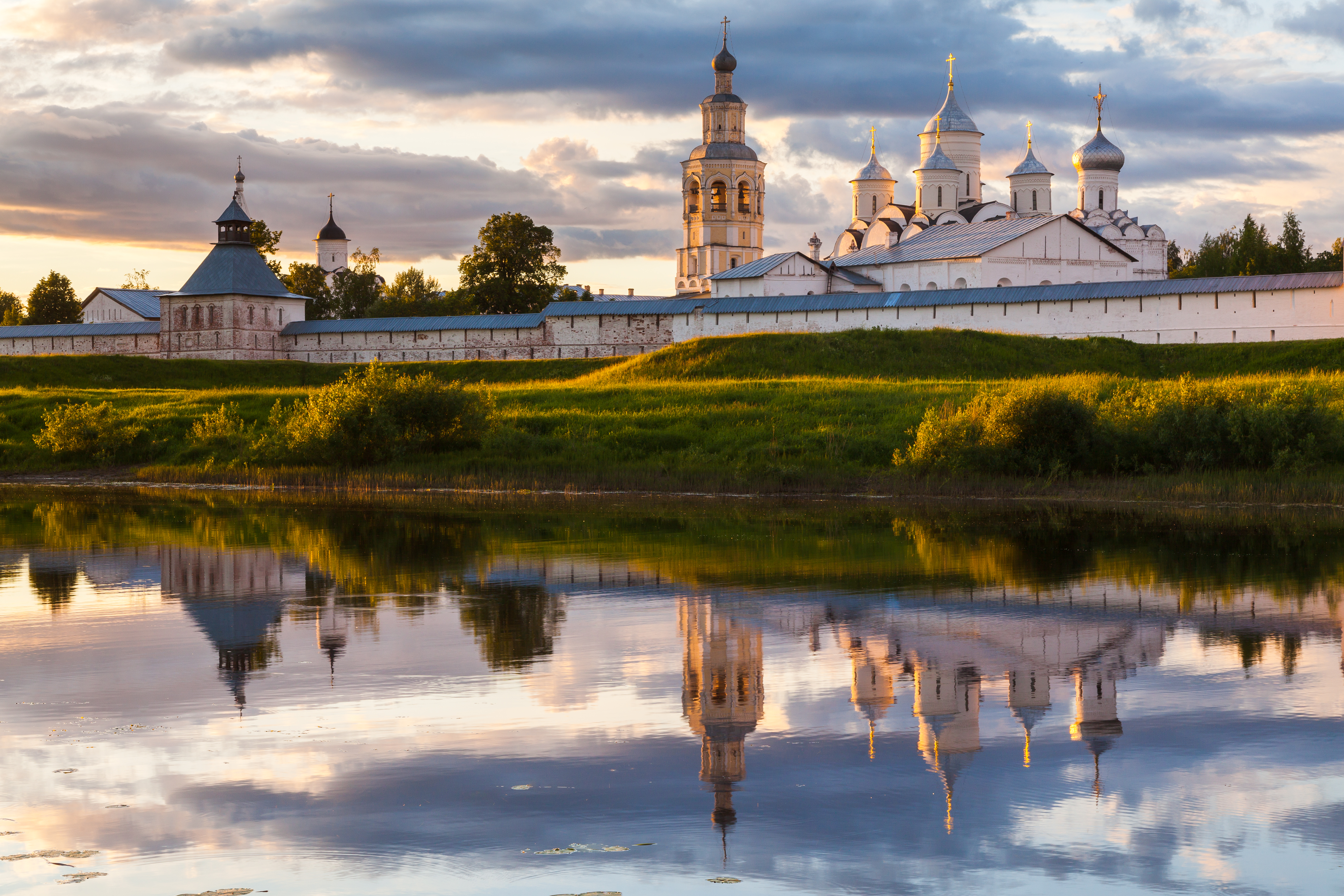
Le monastère Spasso-Priloutsky

Le monastère Spasso-Priloutsky (en russe : Спасо-Прилуцкий монастырь), ou monastère du Sauveur de Prilouki, est un monastère orthodoxe russe situé dans le nord de la Russie dans la petite localité de Prilouki, partie intégrante de Vologda depuis 1993.

## Histoire
Le monastère est fondé en 1371 par le moine higoumène Dimitri de Prilouki (mort le 11 février 1392), ami de saint Serge de Radonège, avec l'appui de Dimitri Donskoï, prince de Moscovie, qui en fit une place forte contre les incursions de la république de Novgorod. Ses enfants sont les filleuls du moine fondateur.
Le monastère est situé à un point stratégique sur les routes de Beloozero, de Veliki Oustioug et de Perm. Il reçoit son nom d'après l'église du Sauveur située au sein du monastère qui est l'un des plus grands monastères du nord de la Russie.
Vassili III, Ivan le Terrible et d'autres tzars y séjournent. Chaque supérieur est invité à Moscou à l'assemblée aboutissant au choix de Boris Godounov, comme nouveau tzar, à l'époque du Temps des troubles, en 1598, et pour le choix du boïard Michel Romanov comme tzar en 1613. 
En 1537-1542, on construisit la nouvelle église du Sauveur, majestueuse et monumentale.

## Architecture

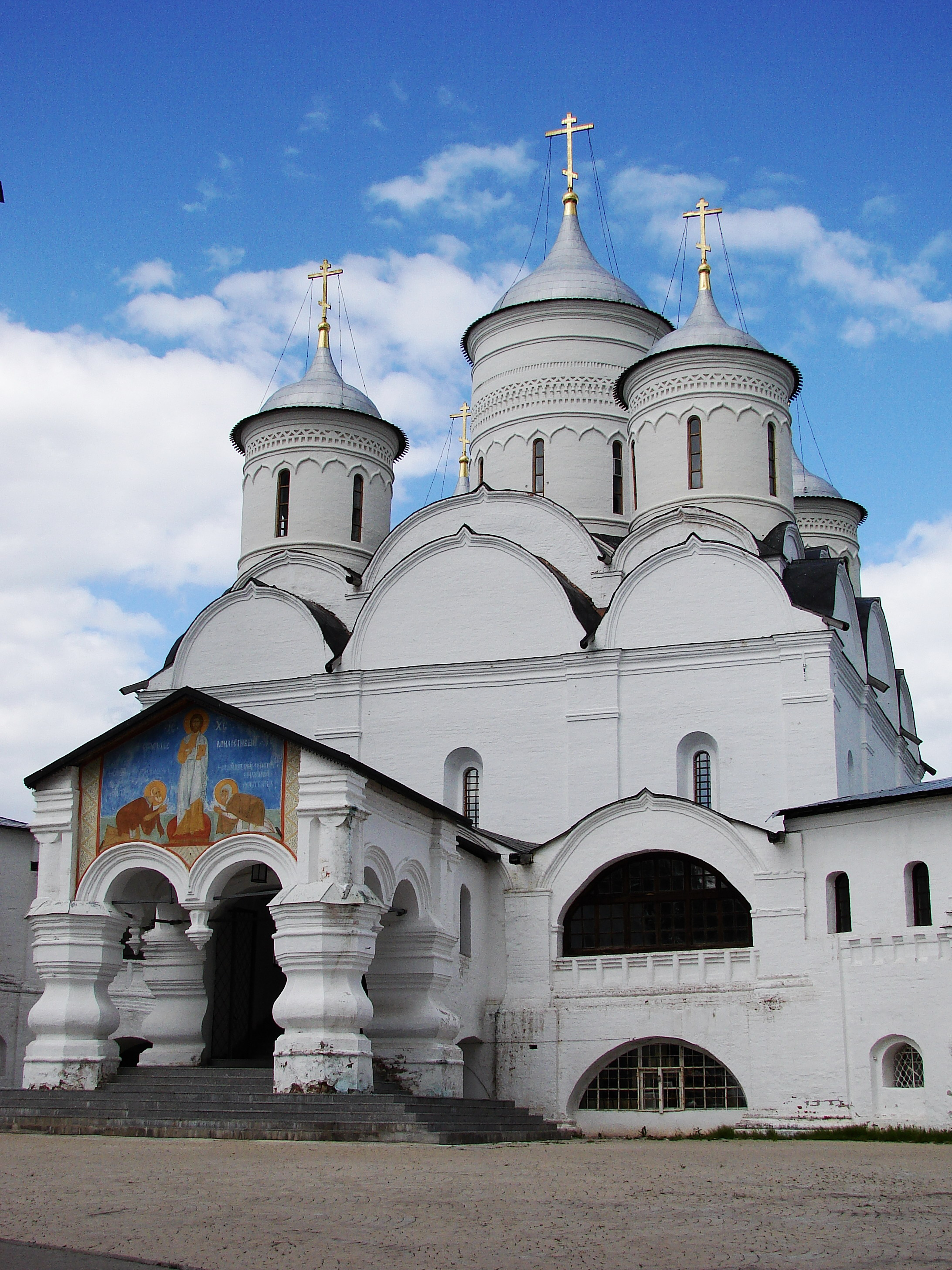
La cathédrale du Sauveur

Le monastère est entouré de remparts datant du XVIIe siècle sur 950 mètres avec des tours d'angle, plus une tour au milieu du mur sud-ouest. Les remparts atteignent par endroits 7 mètres de hauteur.

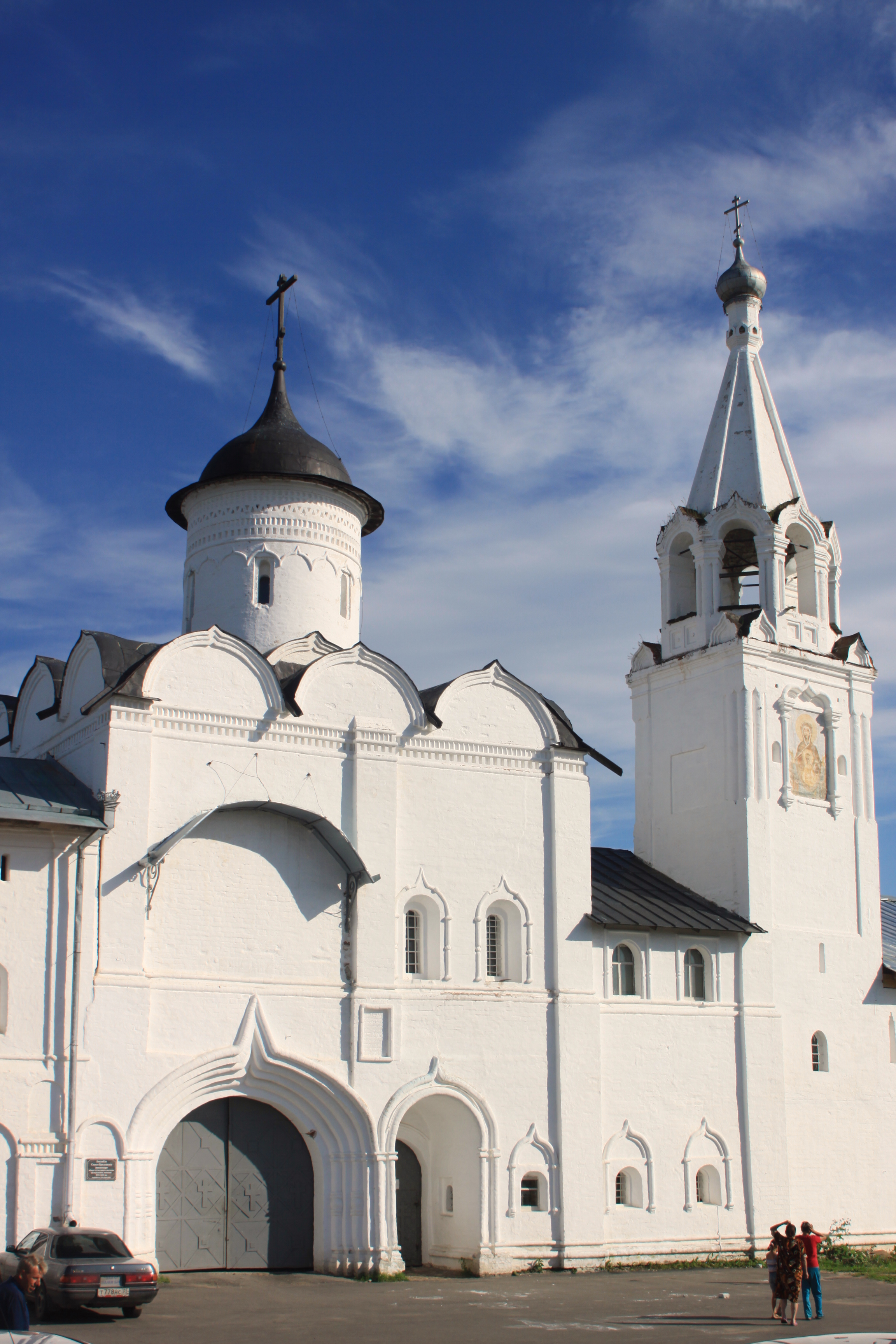
Porte-Sainte et église de l'Ascension avec son clocher

Le mur nord comporte une grande porte d'accès, la Porte sainte avec l'église de l'Ascension. Il y a plusieurs églises au sein du monastère, dont celle de la Présentation-de-Marie-au-Temple avec un grand réfectoire (début de XVIIe siècle), de Sainte-Catherine (1830), de la Dormition (en bois, début de XVIe siècle) et un campanile datant de 1644.
Le poète Constantin Batiouchkov (1787-1855) y est enterré.

## Aujourd'hui
Le monastère a été fermé par les autorités locales en 1924. En 1962, on y installe l'église de bois du monastère de la Dormition-Saint-Alexandre qui est spécialement démontée et remontée, comme monument remarquable de l'architecture religieuse en bois de la Russie du Nord. Aujourd'hui, il se visite et constitue un point d'attraction de la région, avec sa situation sur la rivière Vologda et son architecture des XVIe et XVIIe siècles. Une communauté de moines s'y est réinstallée en 1992.